# Resti e reperti archeologici della metropolitana di Napoli
| Napoli preistorica | Toledo | -         | -          | -     |
| Napoli greca       | -      | Municipio | Università | Duomo |
| Napoli romana      | Toledo | Municipio | Università | Duomo |
| Napoli bizantina   | -      | Municipio | Università | Duomo |
| Napoli medievale   | -      | Municipio | Università | Duomo |
| Napoli aragonese   | Toledo | Municipio | Università | Duomo |

Durante gli scavi della metropolitana di Napoli sono stati rinvenuti numerosi reperti archeologici attribuibili a diverse epoche della città partenopea.
Collocabili nell'epoca preistorica, greca, romana, bizantina, medievale e aragonese, i reperti sono esposti all'interno della Stazione Neapolis, un piccolo ambiente museale facente parte del complesso del museo archeologico nazionale di Napoli.
La maggior parte dei reperti sono stati portati alla luce negli scavi delle stazioni di Toledo, Municipio, Università e Duomo, ubicati nella parte meridionale della città.

## Geografia

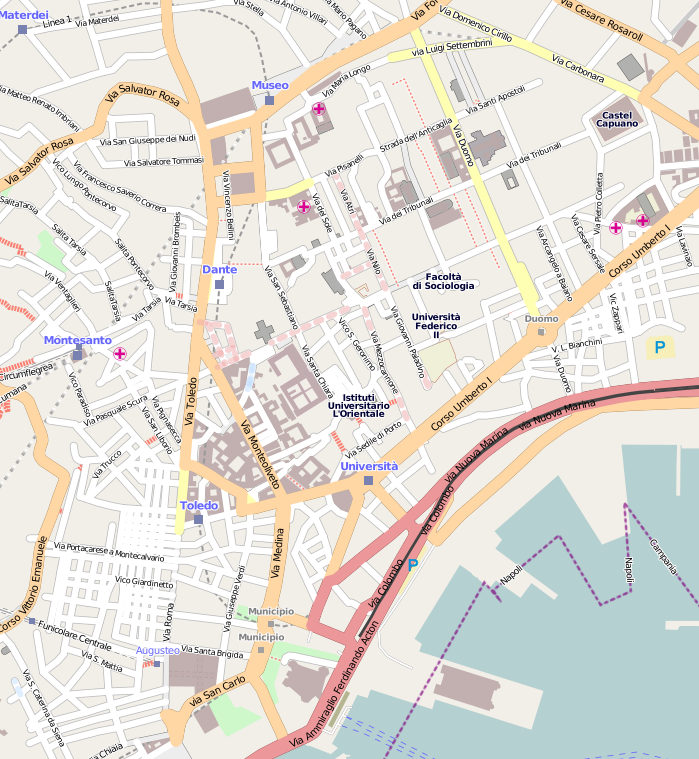
Le quattro stazioni nei cui cantieri sono stati rinvenuti più reperti archeologici.

Napoli sorge presso l'omonimo golfo e, dominata a est dal massiccio vulcanico del Vesuvio, è delimitata a nord dalle appendici dell'Appennino Campano con la collina di Capodimonte, a ovest dal golfo di Pozzuoli e dai campi Flegrei e a sud dalla penisola sorrentina.
Il primo nucleo storico partenopeo è ubicato lungo la costa, in località Falero, nel quartiere di Santa Lucia zona Chiatamone, dove si stabilirono alcune tribù preelleniche (III millennio a.C.), seguiti anche da coloni greci (sec.VIII a.C.) i quali diedero origine al primo loro emporio commerciale. Il centro storico di Napoli, di origine neolitica e che racchiude una storia ultramillenaria, oggigiorno si estende su circa 1700 ettari, dei quali 981 sono dichiarati bene protetto dall'UNESCO dal 1995.
Il centro storico napoletano si compone di due nuclei originali: il quartiere di Chiaia, dove sorse l'antica Partenope poi detta Paleopolis o Palepoli cioè Città Vecchia, e la zona dei decumani dove nacque Neapolis cioè Città Nuova che comprende località quali piazza del Gesù Nuovo o piazza Dante.
La tratta bassa della metropolitana di Napoli (che, da Dante, corre fino a Garibaldi) serve grosso modo la zona dei decumani e i quartieri di San Giuseppe, Porto e Pendino che, costituendo l'impianto urbanistico greco, sono ricchi di reperti archeologici.

## Fasi storiche

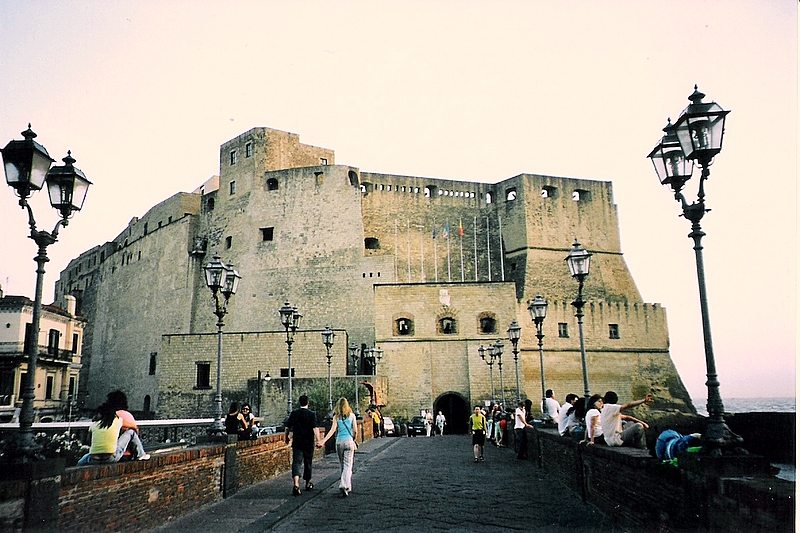
L'Isolotto di Megaride, su cui sorge il castel dell'Ovo (nella figura), ha ospitato i primi insediamenti greci.

### Le origini
Su postazioni eneolitiche (III millennio a.C.), seguite da un emporio commerciale Rodio sull'isolotto di Megaride (sec. IX a.C., dove dal sec. XVI d.C. fu consolidato il Castel dell'Ovo), nell'VIII secolo a.C. i Cumani consolidarono un nucleo di origini eneolitiche sulla collina di Pizzofalcone, che divenne città e che fu battezzata Partenope (Παρθενωπη), dal nome della sirena che si suicidò, secondo una tarda leggenda, affranta dal rifiuto di Ulisse, non ammaliato dal suo canto.
Affermò a tal proposito lo storico italiano Carlo Celano:

### Napoli greco-romana

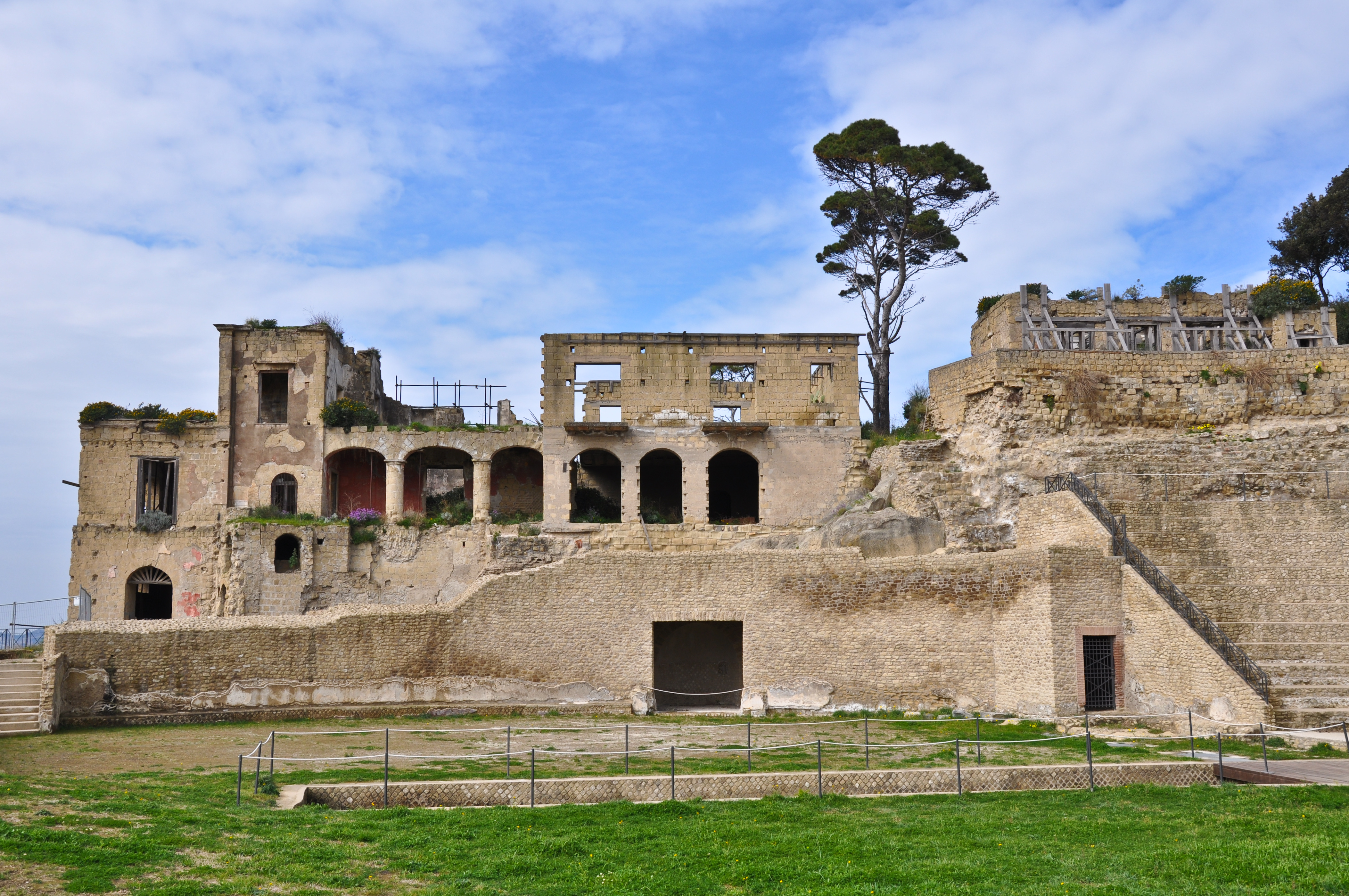
La villa imperiale di Pausilypon, una delle tante residenze estive fatte costruire dai patrizi romani a Neapolis.

In seguito la colonia, che si estese sino a raggiungere la zona dei decumani, assunse il nome di Neapolis (dal greco Νεάπολις, nuova città), che grazie all'influenza ateniese diventò uno dei principali porti del Mediterraneo. La città quindi divenne una delle più importanti della Magna Grecia, attirando numerose personalità nate nel capoluogo dell'Attica che vi costruirono col tufo giallo locale piazze (come piazza San Gaetano, che corrispondeva all'antica agorà) edifici e mura; il borgo partenopeo ricevette dalla città attica anche cultura e tradizioni.
La città, subito prospera in quanto si sostituì a Cuma per il commercio marittimo, conobbe una rapida evoluzione demografica e assunse le caratteristiche di una tipica polis greca, composta da cardi e decumani e ricca di edifici pubblici come teatri, curie o ippodromi.
Nel frattempo l'Impero romano, intuendo le potenzialità di Neapolis e del suo porto, cercò di sottrarla all'influenza greca; la città cadde con un attacco di Quinto Publilio Filone. Neapolis dapprima diventò una «città federata» con Roma per poi divenire parte integrante dell'Impero.
D'ora in poi la città e le terre confinanti diventarono meta privilegiata per l'aristocrazia romana: anche gli imperatori stessi come Claudio, Nerone e Tiberio trascorsero qui le loro pause del governo dell'Impero. Poeti e scrittori come Virgilio, Orazio o Cicerone a Napoli trovarono invece ispirazione per il loro genio artistico.

### Napoli bizantina

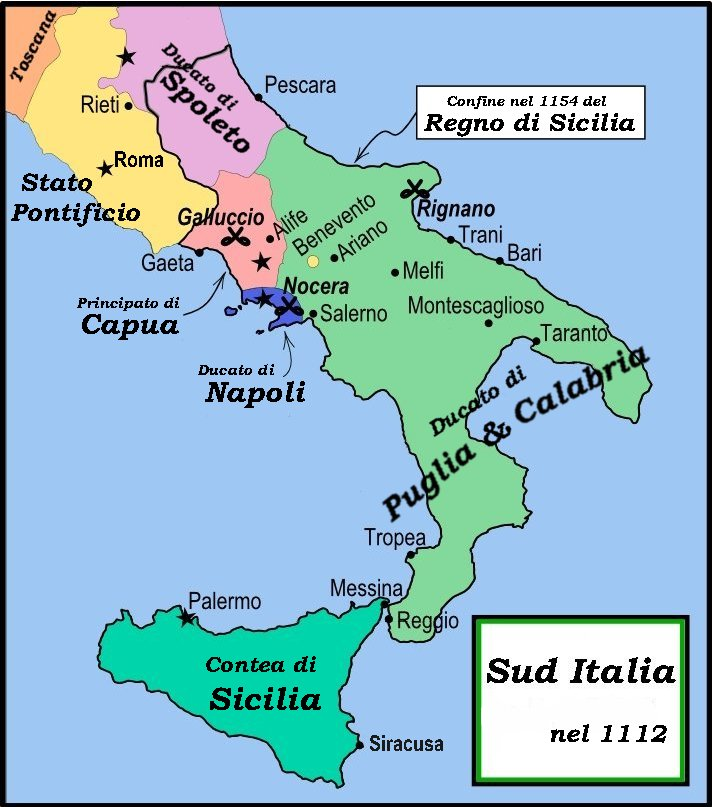
Carta politica dell'Italia meridionale; si noti il ducato autonomo napoletano.

Nel 476 d.C. si data la caduta dell'Impero romano d'Occidente: Odoacre, re della popolazione germanica degli Eruli, depose l'imperatore d'occidente Romolo Augusto e lo mandò in esilio proprio sull'isola di Megaride, dove poi morì.
Com'è noto, Odoacre non si proclamò imperatore, bensì inviò le insegne imperiali all'imperatore di Bisanzio Zenone che, in cambio, lo nominò governatore dell'Italia. Per questo motivo, anche se non ufficialmente, sin dalla caduta dell'Impero romano d'Occidente Napoli era in terra bizantina.
Successivamente, pur sotto lo sgradito dominio bizantino, Napoli respinse i tentativi di conquista di Longobardi e Vandali. Anche quando tutta la penisola italiana era sottomessa dalle tribù longobarde, Napoli rimase sempre bizantina, quindi di cultura essenzialmente greca (come del resto lo era sempre stato durante l'età imperiale romana).
Dopo un tentativo di indipendenza avvenuto nel 615, l'imperatore d'Oriente concesse a Napoli l'autonomia, nominando un duca a capo della città: Basilio. In questo modo la città (divenuta un ducato autonomo) dispose di un governo proprio, dapprima nominato dai Bizantini, poi elettivo e infine ereditario.

### Napoli normanno-sveva

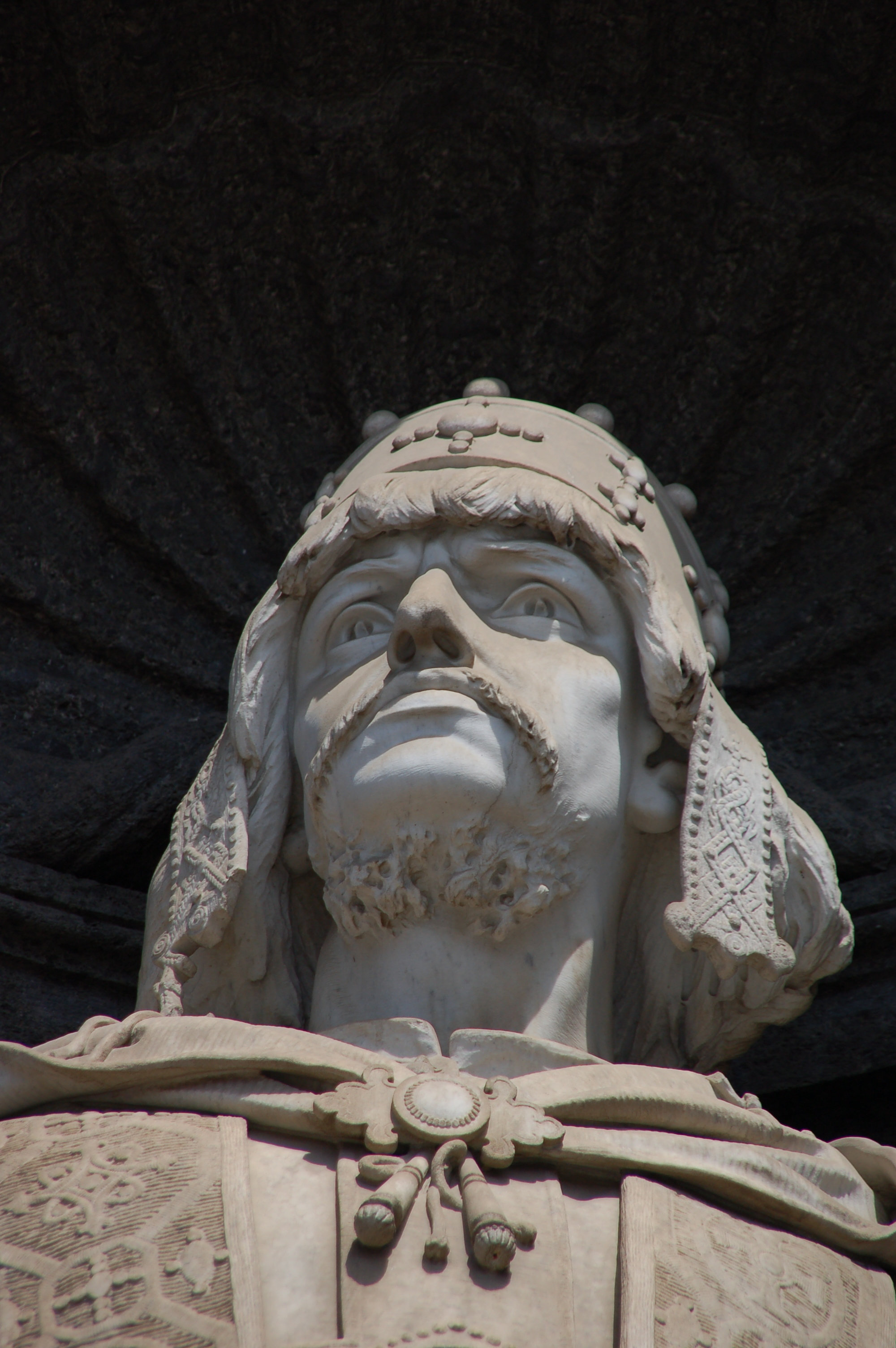
Busto marmoreo di Ruggero II, il primo regnante di Napoli, scolpito dal fiorentino Emilio Franceschi.

Nei secoli del ducato, Napoli si contrappose spesso ai Longobardi e ai Saraceni, e per questo motivo a volte ricorse al supporto di altre popolazioni, che difendevano la città in forma mercenaria. Nel 1030 il duca Sergio IV di Napoli donò un territorio alla banda di mercenari normanni di Rainulfo Drengot, che fondarono la città di Aversa. Da qui i normanni assimilarono la cultura della Napoli bizantina, trasformandosi da popolo incolto e rude a popolo civilizzato, in grado di sottomettere tutto il meridione d'Italia, dando vita al Regno di Sicilia.
Venne proclamato sovrano del Regno di Sicilia Ruggero II che, con un accordo col duca Sergio IV, impose de facto il suo potere su Napoli.
Ruggero II poi si ritirò in Sicilia e vi morì nel 1154. Gli succedette Guglielmo I, detto il Malo; a dispetto del suo nome, però, egli fu un monarca saggio e tollerante. Guglielmo I fece avviare la costruzione del Castel Capuano e strinse numerose alleanze con le repubbliche marinare. Alla sua morte, salì al trono Guglielmo II di Sicilia, il Buono, che governò altrettanto saggiamente.
Pochi decenni dopo la morte di Guglielmo II, nel 1194, il re svevo Enrico VI s'impossessò di Napoli e dell'Italia del Sud. Questo regnò sulla città per tre anni; dopodiché vi fu l'ascesa al trono di Federico II, uomo colto e giusto, che oltre a riorganizzare la pubblica amministrazione, la giustizia, le forze armate, il commercio fece costruire nella città partenopea la prima università laica del mondo, la Federico II, eguagliata solo dagli atenei di Bologna e Parigi.
Dopo la morte di Federico II si alternarono diversi sovrani fino al 1266, quando il papa Clemente IV assegnò il regno di Sicilia a Carlo I d'Angiò.

### Napoli angioina

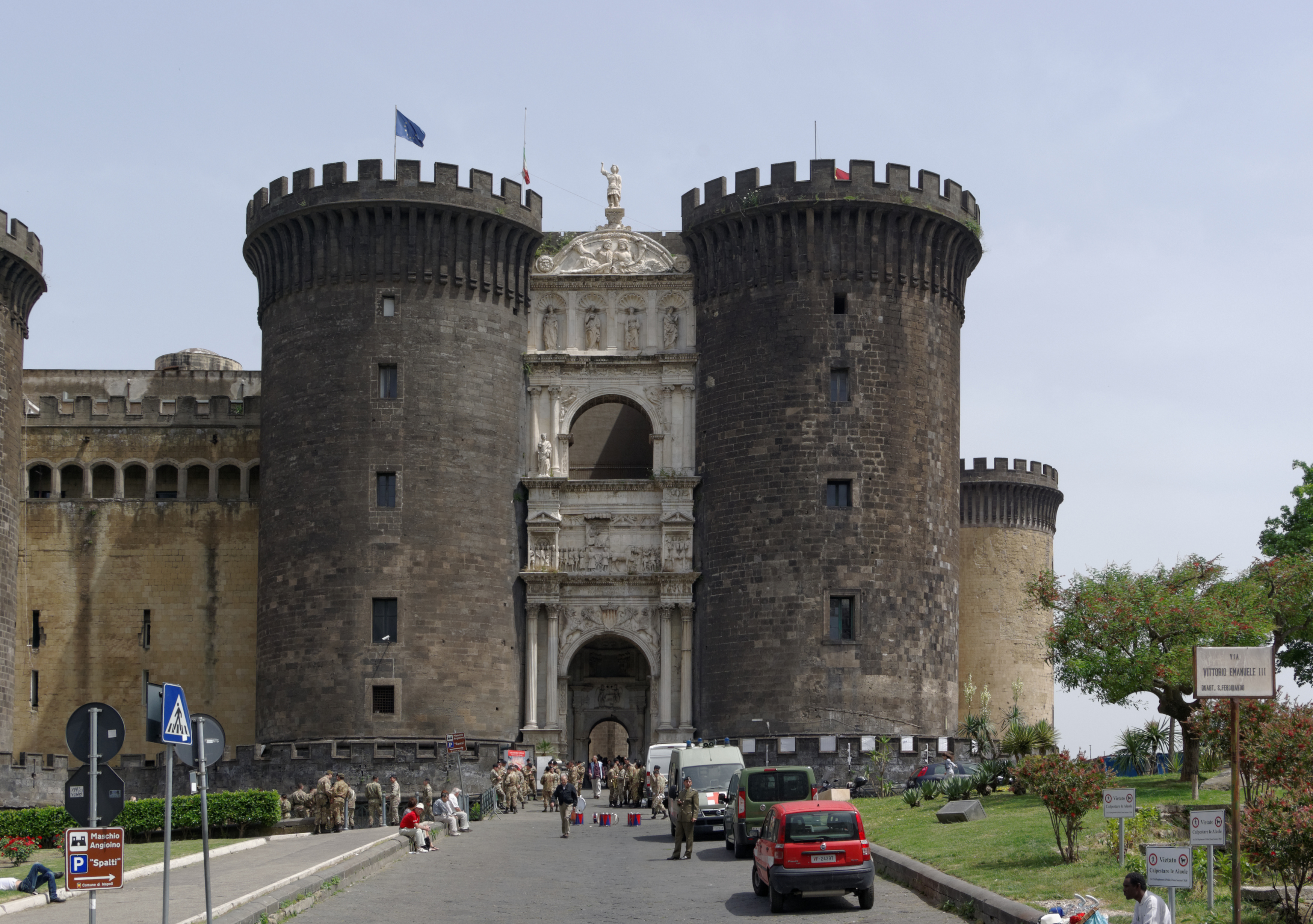
La costruzione del castel Nuovo, o Maschio Angioino, si deve all'iniziativa di Carlo I d'Angiò.

Il re angioino Carlo I nominò innanzitutto Napoli capitale dell'impero (nonostante le forti protese intraprese dai Siciliani) e riorganizzò la società in Sedili, organi democratici che fungevano come mediatori tra il popolo e la monarchia. Nonostante le pressioni fiscali la città cambiò praticamente volto: sorsero chiese, edifici monumentali, perfino un castello (il castel Nuovo, detto popolarmente «Maschio Angioino») e vi fu un significativo aumento demografico, tanto che Napoli per popolazione in Europa era seconda probabilmente solo a Parigi.
Alla morte di Carlo I, la corona di Napoli passò a Carlo II (lo Zoppo), buon legislatore, che ristrutturò il castel dell'Ovo e il Maschio Angioino, voluto dal padre.
Roberto I, successore di Carlo II, fu pure un buon regnante creando un notevole clima intellettuale all'interno della città (Francesco Petrarca, Giotto, Giovanni Boccaccio e Tino di Camaino risiedettero nella città in quel periodo) e fece erigere numerose chiese.

### Napoli aragonese

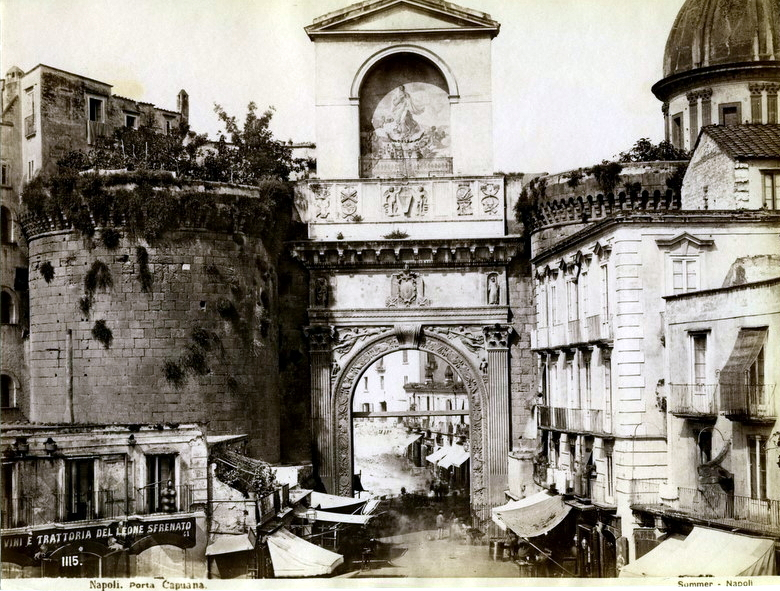
La porta Capuana venne fatta costruire da Ferdinando I, meglio conosciuto come il Ferrante. Nell'immagine, la porta monumentale fotografata da Giorgio Sommer nell'Ottocento.

Succedette agli Angiò la dinastia aragonese (ultima ad essere trattata in questo paragrafo). Napoli venne annessa alla Corona d'Aragona (nome assegnato a tutti i territori soggetti alla giurisdizione dei re aragonesi) da Alfonso I, che nel 1442 assediò ed espugnò la città.
Napoli sotto la dominazione aragonese conobbe un notevole sviluppo economico, civile e artistico. Artisti come Jacopo Sannazzaro, Lorenzo Valli, Pietro Summonte ebbero la possibilità di manifestare tutto il loro talento proprio grazie al clima promosso da Alfonso I, che per questa ragione viene spesso ricordato come il Magnanimo. Alcune tra le opere costruite sotto il dominio del re Alfonso sono la chiesa di Sant'Anna dei Lombardi, la chiesa di Sant'Angelo a Nilo e l'arco marmoreo del Maschio Angioino.
Morto Alfonso II, diventò re il figlio Ferdinando I (noto anche come il Ferrante), che protesse la città dagli Angioini (che vennero battuti più volte) e fece erigere la maestosa porta Capuana.

## Quadro generale

### Linea 1

#### Salvator Rosa

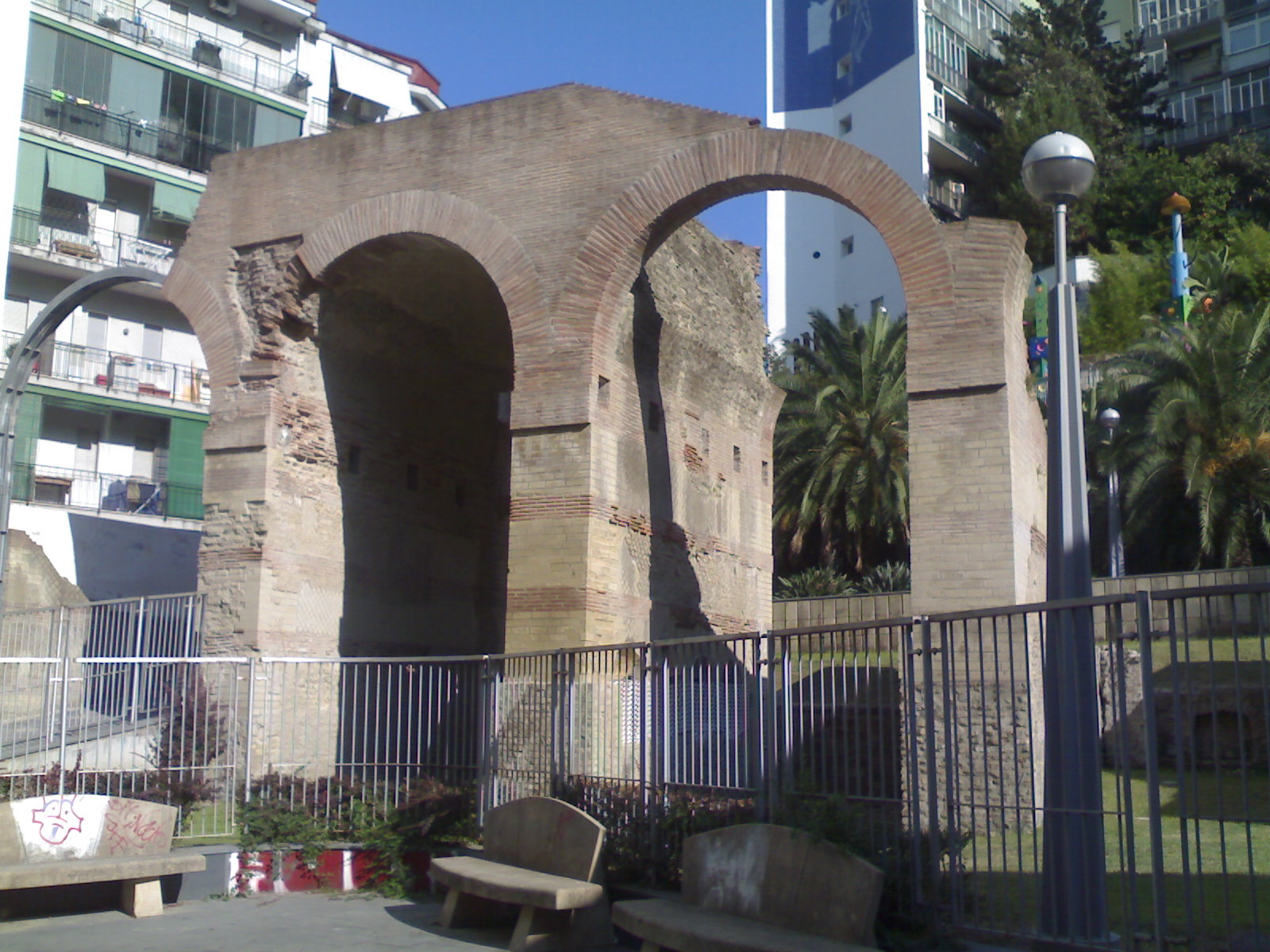
Le arcate del ponte romano di via Salvator Rosa.

Nel 2000 durante gli scavi per la realizzazione dello scalo di Salvator Rosa sono emersi i ruderi di un ponte romano, in seguito restaurato, facente probabilmente parte della via Antiniana (in età romana detta Neapolis-Puteolim per colles) che, partendo da Pozzuoli, risaliva per la Loggetta e la Canzanella, superava le colline del Vomero e ridiscendeva giungendo a piazza Dante.
Nel XVIII secolo le rovine del ponte furono inglobate in un palazzo e varie parti vennero riutilizzate per diversi scopi, come nicchie e mangiatoie per animali.

#### Dante
Gli scavi effettuati a piazza Dante hanno portato alla luce frammenti ceramici databili in un arco di tempo che va dal XIII al XVI secolo, quando a Napoli governavano gli Svevi e poi gli Angioini.
Le ceramiche sono quasi tutte di manifattura locale, e sono presenti anche protomaioliche importate dalla Puglia e maioliche arcaiche toscane, a testimonianza della crescita commerciale che ebbe luogo nella città in quell'arco di tempo.
Sono presenti sia manufatti di uso quotidiano (utilizzate nei conventi che si trovavano nei pressi) che vasellame pregiato, ad uso esclusivo di ricchi e aristocratici; infine, le decorazioni presentano linee e spirali dipinte in rosso, oppure sono assenti (in questo caso si parla di ceramiche acrome). Alternativamente i reperti rinvenuti sono anche decorate con il motivo «spiral ware», molto diffuso nel Mezzogiorno, ovvero con spirali incrociate in bruno e verde.

#### Toledo

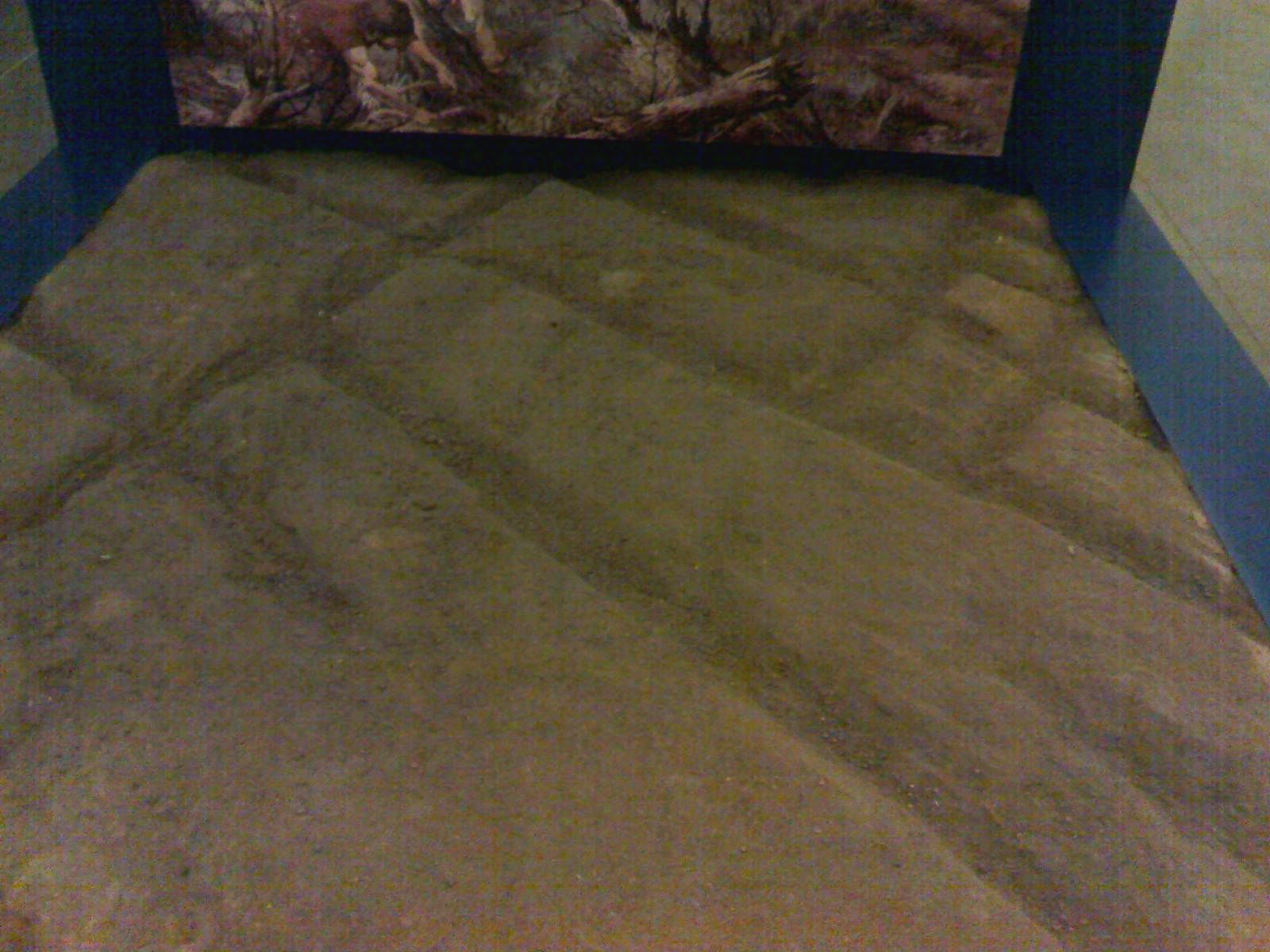
Particolare del calco di arature di età neolitica rinvenuto in via Diaz.

Negli scavi della stazione di Toledo sono emersi numerosi reperti archeologici, attribuibili a diverse epoche della metropoli partenopea, partendo da quella preistorica, passando per quella romana sino a giungere a quella bizantino-aragonese.
Durante gli interventi di scavo è stata rinvenuta parte delle fortificazioni edilizie aragonesi di fine XV secolo, in particolare un bastione che, già in epoca bizantina, era sepolto sotto una coltre di sedimenti.
Oltre alle fortificazioni sono state portate alla luce mura di scantinati di edifici risalenti al XVI secolo, attribuibili agli interventi edilizi promossi da Pedro Álvarez de Toledo y Zúñiga (detto Don Pedro) in occasione della costruzione di via Toledo; questi ultimi inglobano strutture inquadrabili nell'epoca romana in blocchi di tufo giallo napoletano con fasce di laterizi, facenti parte probabilmente di un edificio termale del II secolo d.C.
Sempre in occasione della costruzione dello scalo è stato rinvenuto in via Armando Diaz un paleosuolo caratterizzato da tracce incrociate di arature associate a frammenti di ceramica del Neolitico; i cocci sono riferibili inoltre alla facies di Diana.

#### Municipio
(Daniela Giampaola, l'archeologa italiana che dirige lo scavo di piazza Municipio.)
Gli scavi della stazione di Municipio si sono rivelati talmente fruttuosi tanto da essere stati definiti dagli archeologi dei «pozzi di san Patrizio».; si pensi che solo in questo scavo sono state rinvenute molte migliaia di frammenti ceramici.

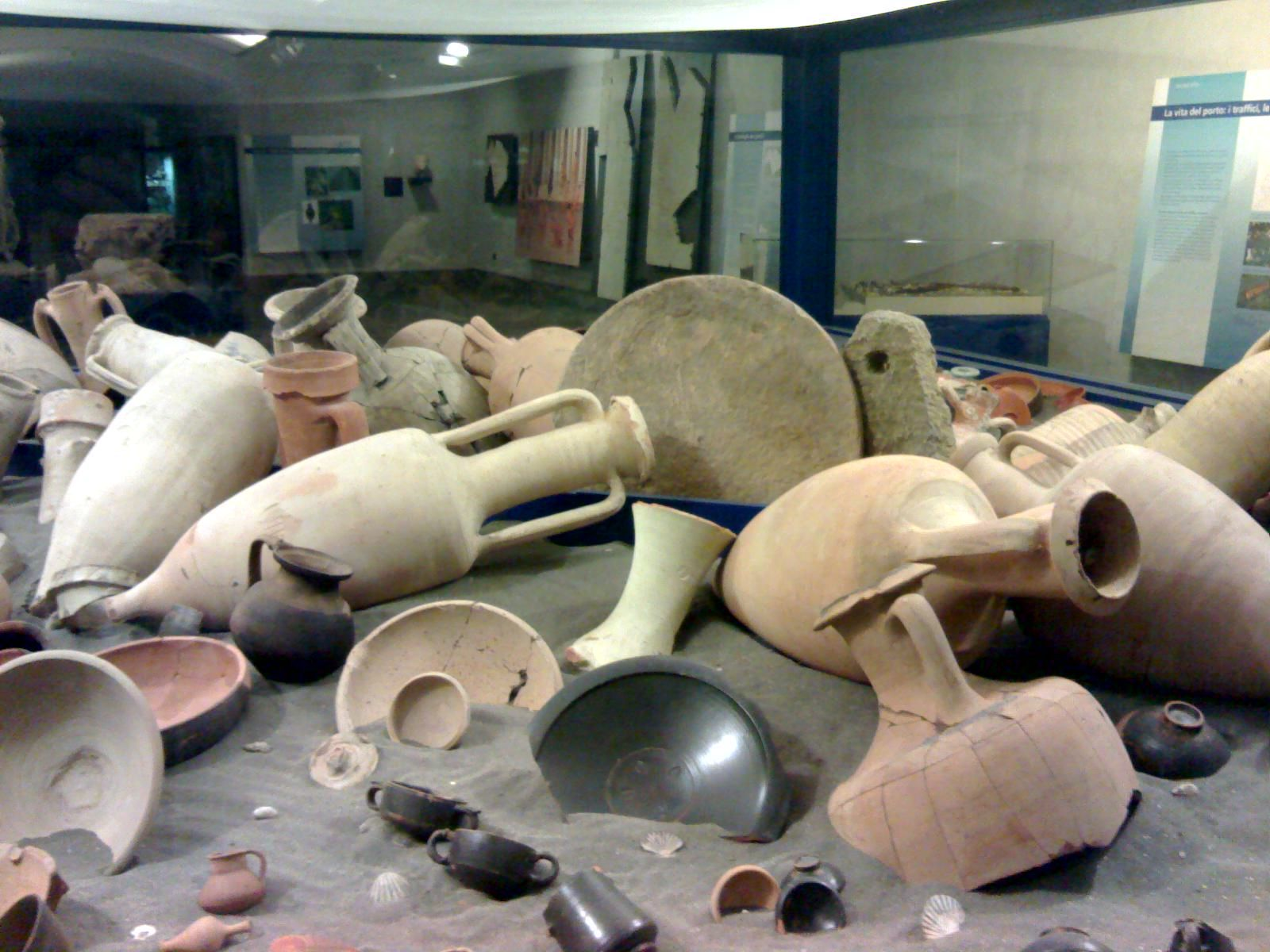
Anfore rinvenute durante gli scavi della stazione Municipio.

Il primo ritrovamento all'interno degli scavi, avvenuti nel 2003, è una barca lunga dieci metri, risalente al II secolo d.C., portata alla luce capovolta e molto simile a quella rinvenuta nel 1982 a Ercolano. Grazie all'imbarcazione è stato possibile definire precisamente l'antico profilo della costa in loco.
Successivamente, il 6 gennaio 2004 viene portato alla luce il porto romano, 3,5 metri sotto il livello del mare e 13 metri sotto il piano di calpestio; per anni vi erano tre ipotesi sull'esatta ubicazione del porto antico, che secondo diverse teorie venne collocato a piazza Bovio, presso il castel dell'Ovo o a piazza Municipio. Oltre al porto romano, sono stati portati alla luce suole in cuoio di calzari romani, monete, sigillate corinzie con decorazioni di scene bacchiche, balsamari, una notevole quantità di ceramica ben conservata (ovvero anfore, pentole di terracotta, coppe di produzione africana che si erano frantumate cadendo nell'acqua), bottiglie di vetro tappate chiuse con tappi di sughero. Ancora, anelli per unire il sartiame con le vele, aghi per ricucire le reti, arpioni lignei per la pesca, ancore in pietra romane a due fori e lucerne.
Il 15 gennaio 2004 viene trovata una seconda imbarcazione romana, uguale alla prima, il che ha fatto supporre agli archeologi che gli antichi romani fossero dotati di una flotta di navi che avrebbero fatto la spola tra i moli del porticciolo di Neapolis e il naviglio da trasporto pesante.

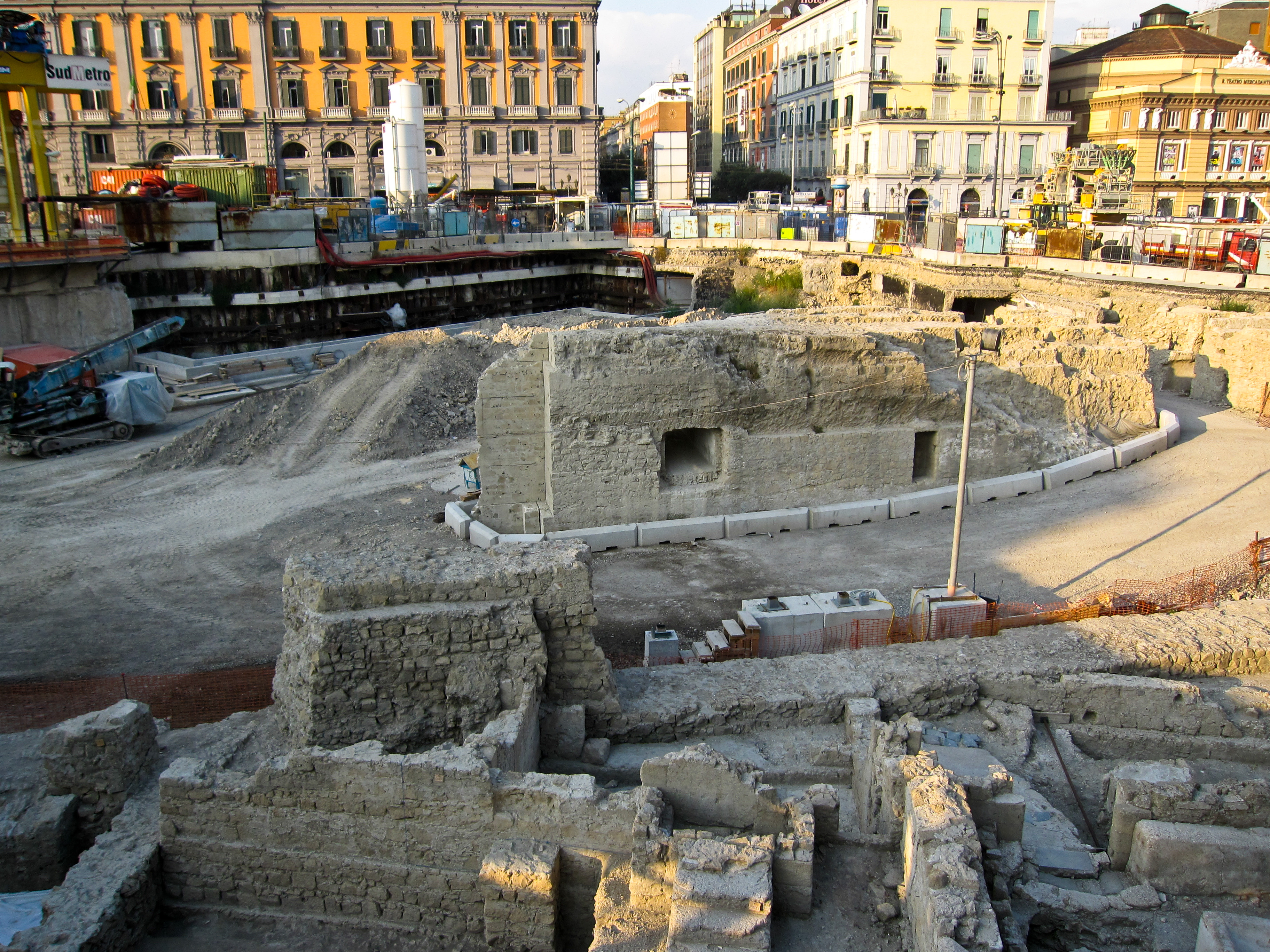
Strutture archeologiche emerse durante le opere di scavo per la stazione Municipio, nell'omonima piazza

A fine mese, invece, emerge negli scavi un'ulteriore barca, larga 3,60 metri e lunga 13,5; il natante risale a un periodo compreso tra il I e II secolo d.C. La barca fu citata dall'ex vicesindaco Rocco Papa, che affermò:
Un quarto natante viene rinvenuto durante gli scavi; quest'ultimo, da come riferisce Daniela Giampaola, «presenta una chiglia molto larga, con bordi poco alti e la prua piatta in modo da favorire l'attracco al molo e il carico e scarico merci». Vengono reperiti anche uno scheletro bovino, probabilmente scarnificato dopo la macellazione, e le mura della seconda torre del castel Nuovo, di forma rettangolare.
Nel 2012 viene invece portato alla luce uno scheletro umano di epoca medievale, a una profondità di otto metri, in una tomba a fossa scavata nel terreno. Il reperimento, avvenuto all'incrocio con via Medina, costituisce secondo gli archeologi una «scoperta importante».

#### Università

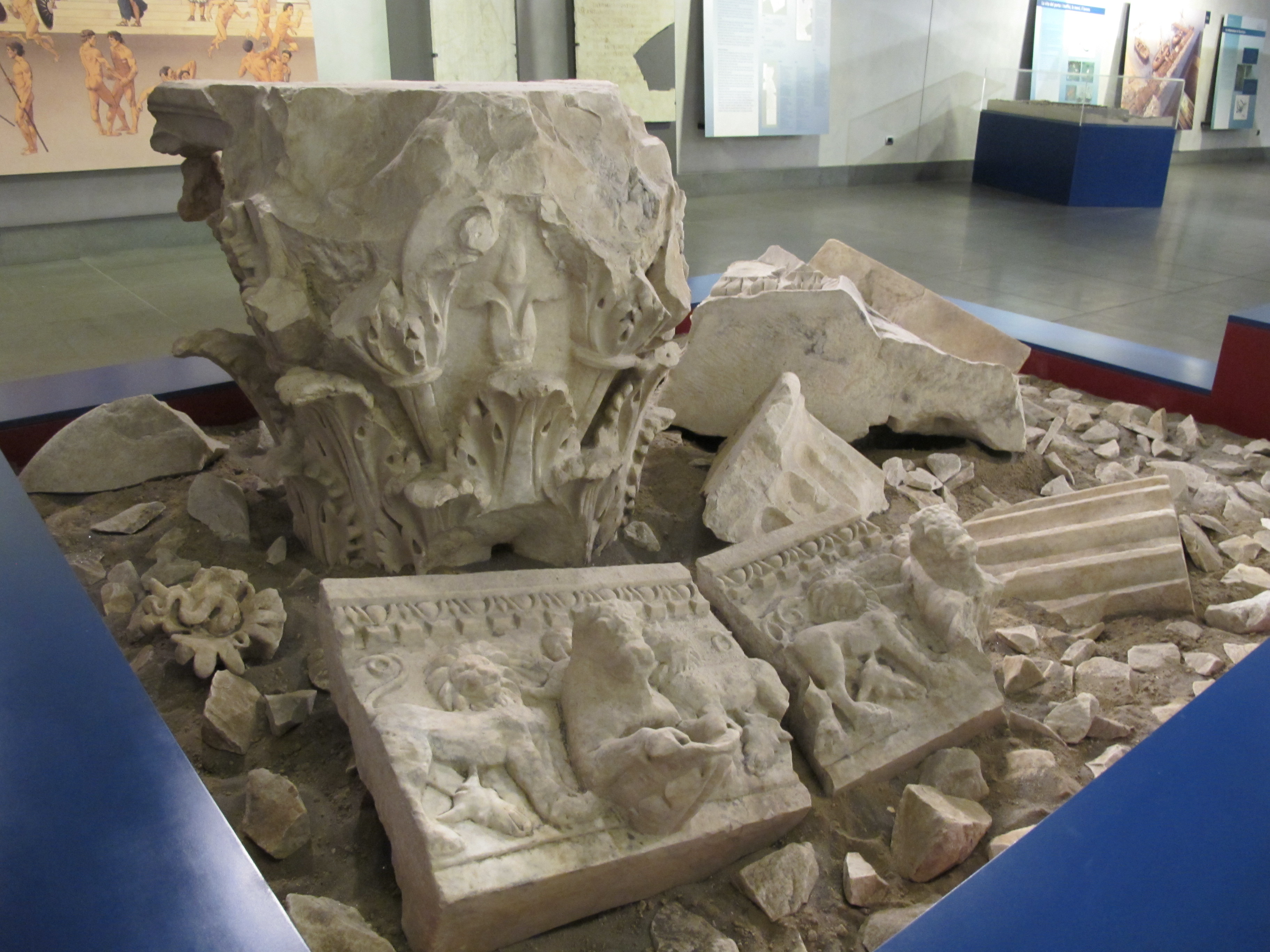
Blocchi di marmo rinvenuti durante gli scavi della fermata Università.

I lavori per la costruzione della stazione Università sono durati dieci anni a causa del ritrovamento di numerosi reperti archeologici di significativa importanza.
Sono stati portati alla luce i resti della fortificazione bizantina, costruita con elementi architettonici provenienti da un monumento di età imperiale. Alle rimanenze della fortificazione bizantina sono state attribuite due principali fasi di vita: la più antica è inerente a una muraglia di tufo e malta inquadrabile nel VI secolo d.C., alla quale è stata addossata una torre eretta durante il VII secolo d.C.
La torre, costruita molto accuratamente, è stata prodotta con molti elementi di riutilizzo, tra i quali vi sono alcuni elementi architettonici attribuibili ad un monumento pubblico di piena età imperiale.
Tra i vari ritrovamenti archeologi comunque spiccano un capitello corinzio, una semicolonna, un blocco angolare decorato su un lato con la prua di un'imbarcazione e sull'altro con un trofeo di armi e soprattutto due lastre del II secolo d.C. rappresentanti scene di sacrificio alla presenza dell'imperatore e un gruppo di legionari e togati.

#### Duomo

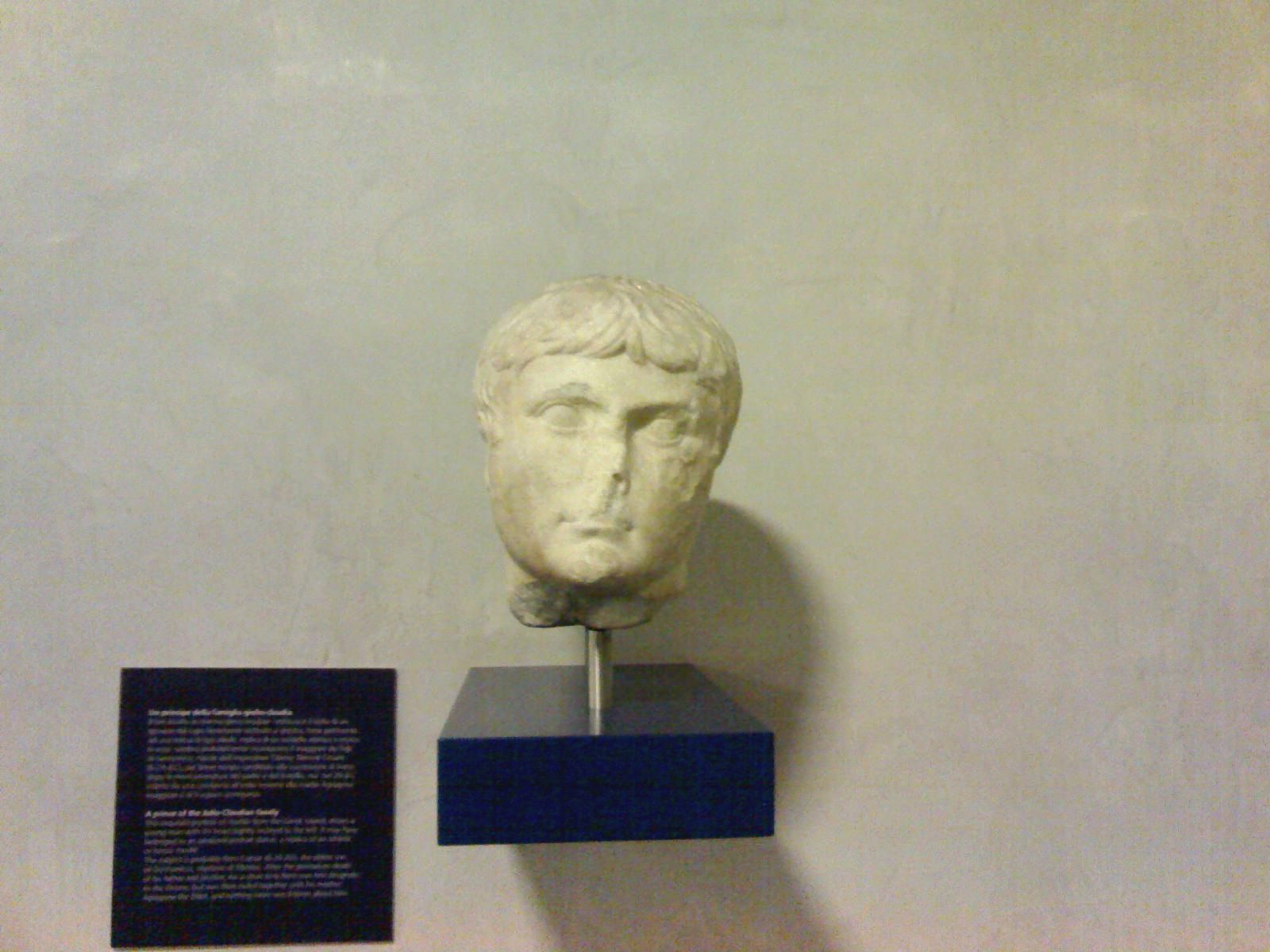
Testa marmorea probabilmente ritraente Nerone Cesare, figlio di Germanico.

Durante gli scavi della stazione di Duomo, sita a piazza Nicola Amore, sono emersi numerosi reperti archeologici che, per numero, sono secondi solo a quelli ritrovati nei cantieri della poco distante stazione di Municipio.
I primi ritrovamenti, avvenuti alla fine del 2003, sono costituiti dai resti di un imponente edificio pubblico, edificato in età augustea in occasione dei giochi Isolimpici, e da una fontana marmorea del XII secolo, con graffiti raffiguranti barche dirette verso un castello.
Il 15 gennaio 2004 nei cantieri dello scalo è emerso un tratto di pavimento che i tecnici ritengono sia quello dell'ingresso dell'antico Gymnasium (un tempio utilizzato dai giovani sia come palestra sia come luogo dove ascoltare filosofi e poeti).
Successivamente vengono invece portati alla luce lo scheletro di un bambino, che ha fatto supporre agli archeologi la presenza di un'eventuale necropoli, ed una testa che ritrae un esponente di spicco della gens Giulio-Claudia, probabilmente Nerone Cesare, figlio del condottiere romano Gaio Giulio Cesare Claudiano Germanico.

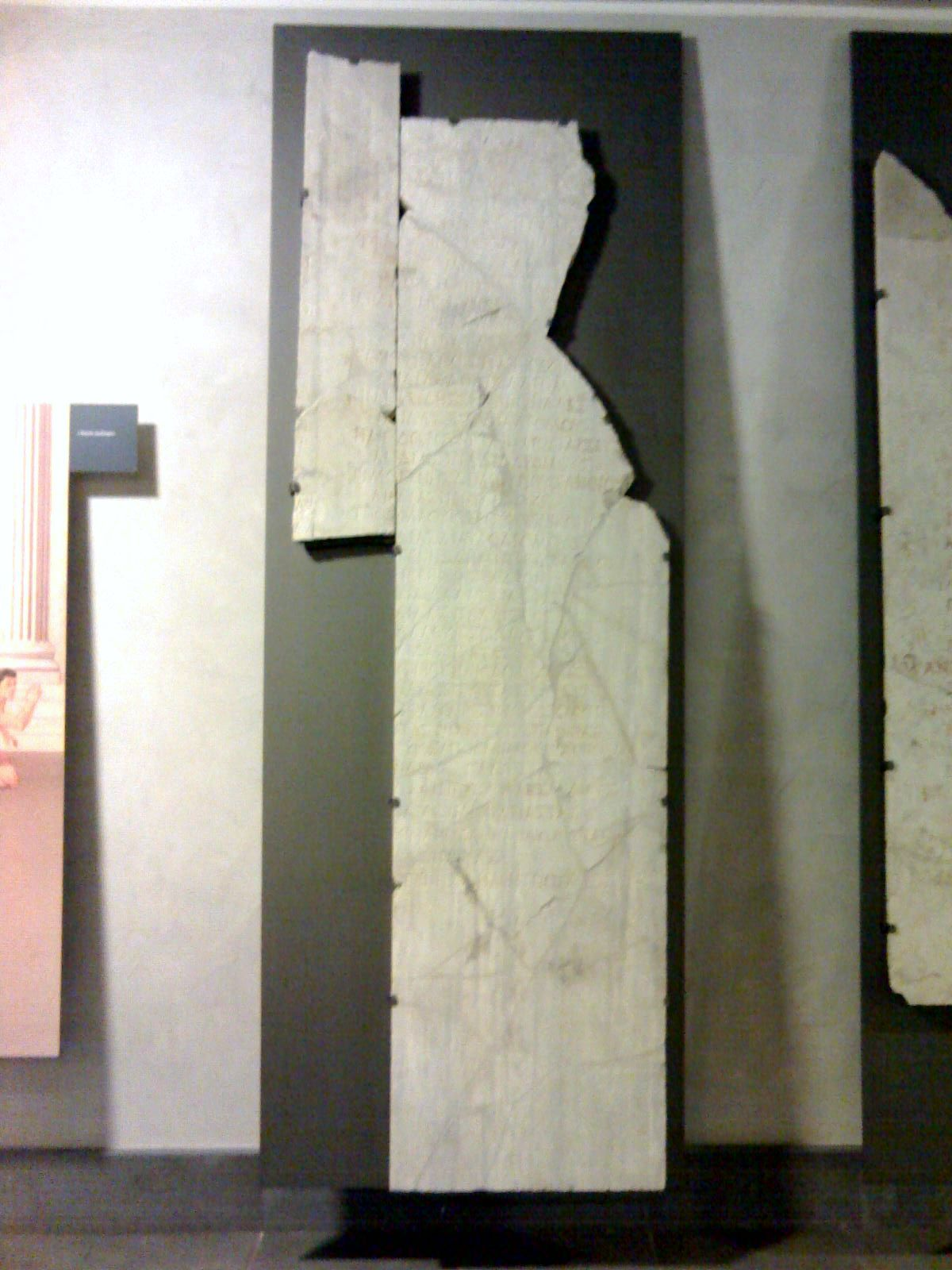
Epigrafe marmorea con i nomi di coloro che vinsero le Isolimpiadi.

Durante il marzo del 2004 emergono numerosi altri elementi architettonici facenti parte del Gymnasium: colonne, frammenti del frontone, parti del pavimento a mosaico, la struttura muraria di una scalinata (dalla quale sono stati tolti i gradini) e parte delle balaustre in marmo laterali.
Nei mesi successivi vengono portate alla luce altre parti del tempio: colonne di marmo, decorazioni del VI secolo d.C e svariati capitelli.
Nel luglio 2004 viene individuato un podio di un edificio religioso in opera laterizia completamente circondato da un corridoio, pavimentato a mosaico a grandi tessere variopinte, delimitato da una bassa balaustra ricoperta di marmi pregiati; la pavimentazione pare essere stata restaurata inoltre in età augustea.
Nel frattempo vengono reperiti ulteriori elementi dell'antico Gymnasium: una serie di lastre marmoree, che portano impressi, in greco, i nomi dei vincitori delle Isolimpiadi, divise per categorie (uomini, donne, fanciulle, ragazzi) e discipline (pancrazio, lotta, pugilato, corsa armata).
Così commentò riferendosi al Gymnasium il soprintendente Stefano De Caro:
In seguito vennero rinvenuti i resti di un edificio del V secolo a.C. che ha fatto parte di un santuario e ulteriori parti di colonne.

#### Garibaldi
Durante gli scavi per la realizzazione dei pozzi di ventilazione della stazione di Garibaldi, sono stati rinvenuti, oltre a resti di fondazione precedenti al Risanamento (ovvero il grande intervento urbanistico avvenuto a fine Ottocento che mutò radicalmente il volto della maggior parte dei quartieri storici della città), anche delle mura di epoca romana.
Rinvenute in via Nolana, quattro metri sotto l'attuale piano di calpestio, le mura si sono rivelate utili per tracciare più precisamente il perimetro sudorientale dell'antica Neapolis, un'area notoriamente deputata ad attività sportive o di svago.
Oltre alle mura, sono state estratte anche diverse ossa di animali e una grossa anfora quasi integra.

### Linea 6

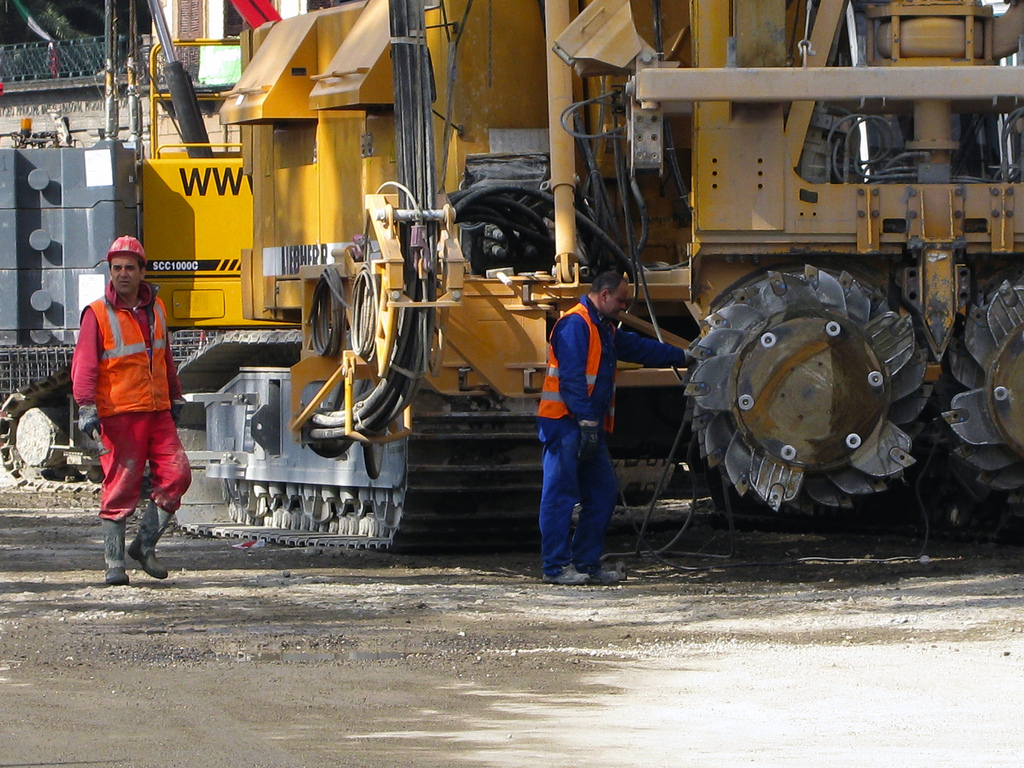
Cantieri di una stazione della linea 6.

Nei cantieri delle stazioni della tratta orientale della linea 6, in quanto ubicati in una zona ad elevato valore archeologico, sono stati portati alla luce molti reperti, i più importanti dei quali hanno potuto dimostrare che Partenope è stata fondata almeno 100 anni prima rispetto alla data fino ad allora conosciuta, ovvero nell'VIII secolo a.C., cambiando del tutto la cronologia della città.
Sono presenti molti reperti anche perché nel XIX secolo il quartiere di Chiaia subì un significativo ampliamento delle terre emerse a causa dell'accumulo di sedimenti.
Oltre a vari manufatti medievali e romani insabbiati, durante gli scavi sono stati portati alla luce gli antichi banchine e moli del XVI secolo, uno scheletro risalente alla stessa epoca, delle strutture da diporto, le fondazioni di un fabbricato cinquecentesco e alcune orme di cavallo.
Gli scavi per la realizzazione della linea 6, comunque, si sono rivelati utili anche per tracciare con precisione l'antica linea di costa del quartiere di Chiaia tra il Cinquecento e il Seicento.